# 手工具
手工具以人力(非動力)驅動，具有方便輕巧的特性，為作業中不可或缺的器具，其優點為攜帶方便，操作簡便，造價低廉。
手工具的種類繁多，依其加工型式及特性不同，可以概略分為鋸切類、研磨類、衝擊類、旋轉類、測量類、照明類、防護類等各種型式。